# John Aiton Bell
John Aiton Bell, britanski general, * 1887, † 1960.